# 516
Cette page concerne l'année 516  du calendrier julien. Pour l'année 516 av. J.-C., voir 516 av. J.-C. Pour le nombre 516, voir 516 (nombre).
L'année 516 est une année bissextile qui commence un vendredi.

## Événements
- Printemps : mort de Gondebaud[1]. Début du règne de son fils  Sigismond, roi des Burgondes (fin en 523). Sigismond est catholique. Ses congénères ne suivent pas sa conversion et restent en majorité ariens.
- 30 avril-15 mai : Sigismond convoque un synode à Saint-Maurice d'Agaune. Le Laus perennis, la psalmodie perpétuelle, est institué. Avit de Vienne y prononce un discours[2].
- 6 novembre : concile de Tarragone[2].

- La rupture du barrage de Fushan sur le fleuve Huai He en Chine provoque la mort de plus 10 000 personnes. L'ouvrage vient d'être construit par les Liang pour arrêter une invasion du royaume Wei du Nord[3].

## Naissances en 516
- Athalaric, roi des Ostrogoths.

## Décès en 516
- Gondebaud, roi des Burgondes.
- Jean III, patriarche d'Alexandrie.